# 勅使站
勅使站（日语：／ Chokushi eki */?）是位於石川縣加賀市勅使町，北陸鐵道連絡線（加南線）的鐵路車站（廢站）。

## 歷史
- 1914年（大正3年）11月1日：溫泉電軌車站啟用[1][2]。
- 1943年（昭和18年）10月13日：在合併後成為北陸鐵道連絡線的車站。
- 1962年（昭和37年）11月23日：連絡線宇和野站至粟津溫泉站之間廢除，此站也被廢除[2]。

## 車站構造
此站是無人車站，設有1面2線的島式月台。

## 現狀
車站遺址變為民居。

## 相鄰車站
北陸鐵道
連絡線
二屋－勅使－榮谷

## 注腳
1. ↑  「軽便鉄道停留場設置」《官報》1915年6月26日（國立國會圖書館數碼化資料）
2. 1 2  今尾惠介《日本鐵道旅行地圖帳》6號 北信越（新潮社、2008年）p.27

## 相關項目
- 日本鐵路車站列表 Chi